# Вайнахская мифология
Вайнахская мифология — мифология вайнахских народов (чеченцев и ингушей). Основой служили языческие верования чеченцев и ингушей(до принятия ислама). Предания, легенды, обряды и фольклор записаны этнографами со слов старцев.

## Пантеон

### Боги природы
- Дела — Демиург, верховный бог[1].
- Села — бог-громовержец, также бог огня и домашнего очага[1].
- Гела — бог солнца[2][3].(предположительно ещё назывался Галь-ерд)[4].
- Дарза-нана (Фурки) — богиня вьюг[1][5][6]

.
- Миха-нана — богиня ветра.
- Елта — бог охоты и урожая[1][5].
- Села-Сата — богиня искусства и ремёсел, покровительница девушек.
- Тушоли — богиня весны и плодородия[1].
- Эл-да (Эштр, Этер) — бог мёртвых[1][5].
- Уна-нана — богиня смерти и болезней[5].
- Хи-нана — богиня воды[5][7][8].
- Аза — мать бога солнца Гелы. По другим преданиям является дочерью солнца[2][3].
- Бетта — божество луны[1].
- Дели-Малх — солнце (букв. «божье солнце»)[1].
- Кинч — мать богини луны[1][5].
- Мож — сестра луны и солнца[1].
- Мехка-нана — богиня горной местности. Раньше жители аула Гвилети её высоко чтили и обязательно ей молились, прежде чем взойти на гору Башлам. Эта богиня помогала путникам и тем, кто ходил в горы. Мехка-нана знает, где на горе спрятаны клады. Осенью она по низу горы протягивает невидимую верёвку, и кто её перейдёт, тот неминуемо замерзает[7].

### Боги-покровители

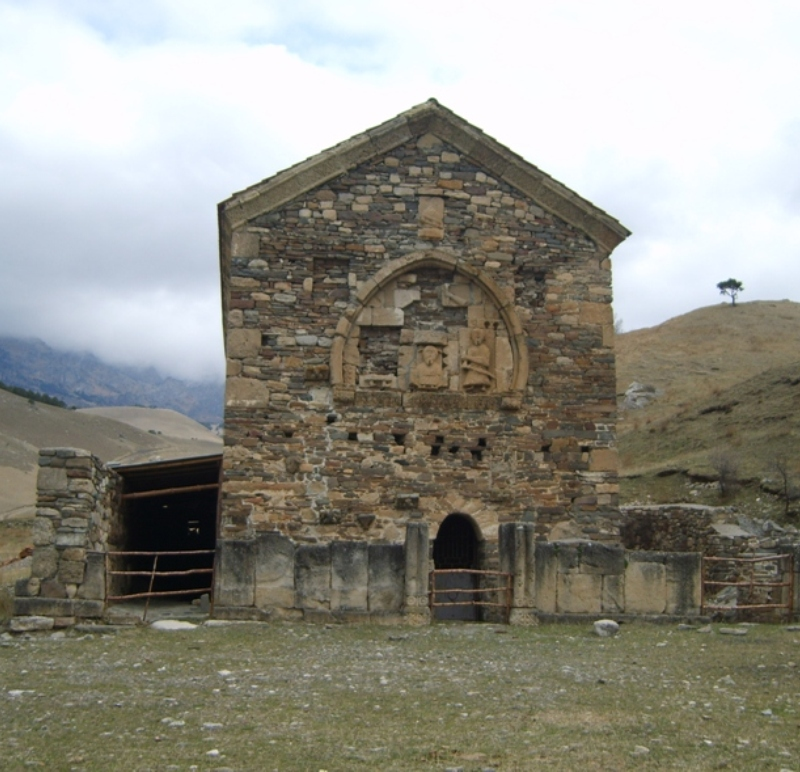
Тхаба-ерда в Джейрахском районе Ингушетии

- Мятцели — старший брат Тамыжа и Амгали. Самый известный и почитаемый из всех богов. Его именем назван месяц июль и день недели (воскресенье). Особое покровительство он оказывает женщинам. В день праздника Мятцели, запрещается обижать и оскорблять их[1].
- Тӏамаш-ерда — (Тамыж-ерда). В переводе с инг. «крылатый дух» (тӏам — крыло[1]).
- Амгали-ерда — брат Тамыж-ерда. Обитает на горе Будур-лам в селе Хули[1].
- Молдз-ерд — Бог войны (в переводе с инг. «проворный дух»)[1].
- Сусол-дяла — подчинённый бога Мятцели[1].
- Болом-дяла — по преданию, когда часть ингушской семьи переселялась поближе к бацбийцам, при подъёме в горы, одной девушке стало плохо, и она воскликнула "Даьлой, ва даьлой! (Боже! о Боже!). Вдруг всё покрылось непроницаемым туманом, а когда он рассеялся, на голой до того времени песчаной почве зеленела сочная трава. После этого чуда половина семьи (Хили-уачи) вернулась обратно и поселилась в Арзи. В честь ознаменования чуда выстроили храм Болом-дяла (Болом).
- Тхаба-ерда («Святой (ерда) двух тысяч») — изначально был христианским храмом, который в дальнейшем превратили в языческий и устраивали жертвоприношения богам[1][8].
- Магал[9] (Маги-ерда) — был предсказателем, в его доме жила звезда ветров, змея и птичка-несущая благодать(стриж)[1].
- Мелер-ерда/Дени— покровитель напитков (вино, пиво). На западной .стороне Лаьжг, рядом с «Мелара-г1ала» в районе «Мелара кхаш» (пахотные земли, на которых выращивался хлеб и напитки для ритуальных праздников в окрестных сёлах)[1][10].
- Дошо цIy — покровитель оспы, дословно «Золотое божество». По сведениям Б.Альборова, ежегодно на сырной неделе ко дню почитания этого покровителя, заготавливали кувшин с маслом, пироги, сыр. Приглашали в гости односельчан и после молений пировали. Главными участниками праздника были женщины. Произносилась такая молитва «Святой, если ты нас посетишь, то оставь (удались) без ущерба кому бы то ни было. Уходи от нас, милостиво к нам расположенный». Вынув из кувшина масло, хозяйка говорит: «О бог оспы, свои оспины милостиво от нас отошли» и т. п. Напитки на празднике не употребляли. При заболевании человека оспой, члены его семьи соблюдали определённые правила: Нельзя показывать такие чувства как печаль и тревогу, удивляться количеству оспин на теле больного, напротив же, следовало быть весёлыми и говорить «золотая, хорошая, уйди от нас». Кто-нибудь из близких должен был развлекать больного. Также запрещалось раздавать огонь, еду из комнаты больного, шить, носить оружие, курить, входить с грязными ногами, иметь половые сношения. Позволено было резать курицу только чёрного цвета, кровью которой поливали четыре угла дома. Пока больной не оправится, в доме пекли пироги и раздавали соседям[11].

## Персонажи Нартского эпоса
- Села-Сата[1][7]
- Боткий Ширтка (ингуш. Боткий Ширткъа, чечен. Ботоко Ширтги— «ласка»)[1][7][12]
- Сеска Солса[1][13]
- Хамчий Патриж[7]
- Киндий Шоа (ингуш. Кӏиндий Шоа)[7]
- Сартал-Сармак[7]
- Пхьармат[10] / Куркъо[10]

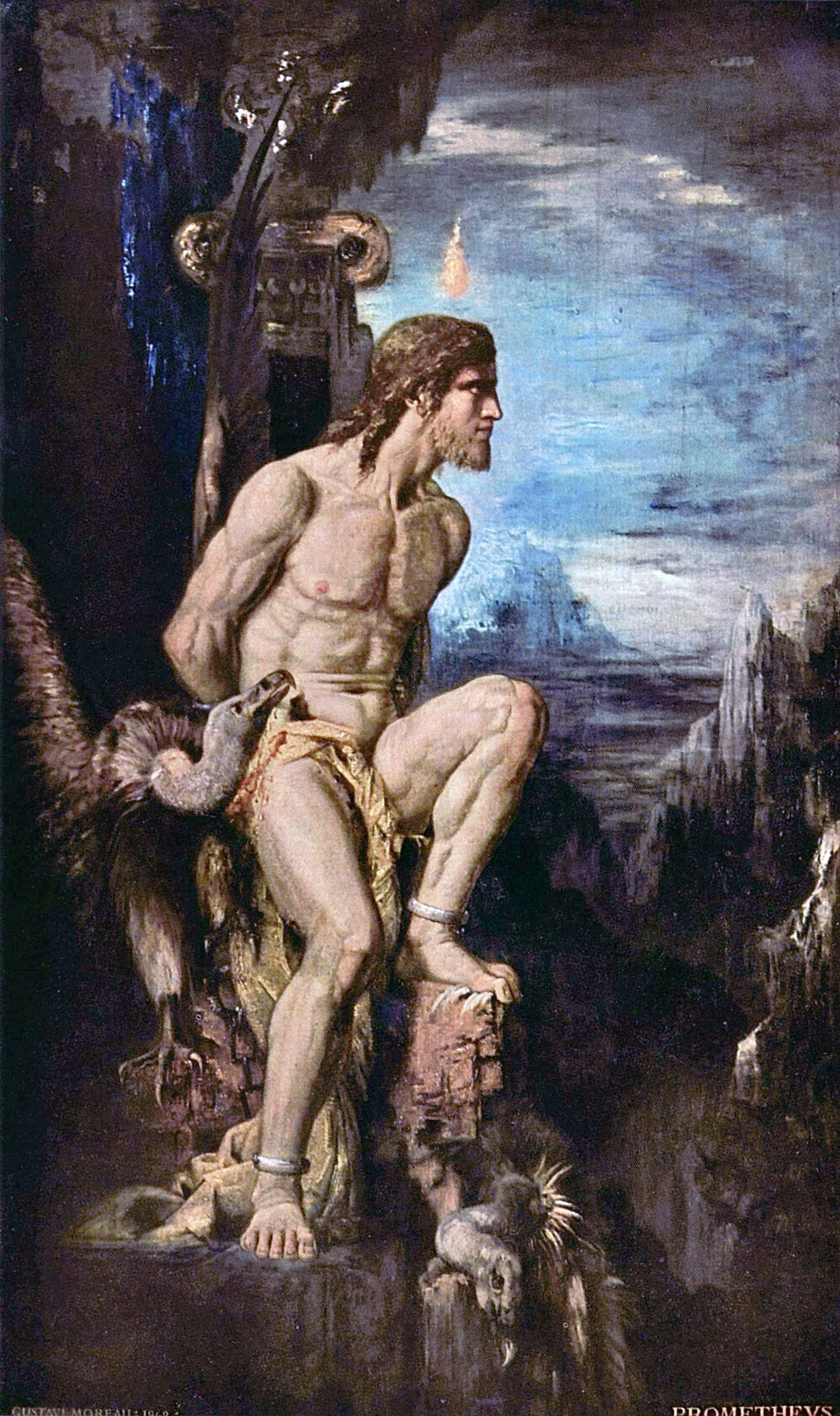
Пхьармат / Куркъо. Картина Прометей (1868) Густава Моро

- Науруз — в чеченской мифологии царь нарт-орстхойцев, живший в крепости рядом с Ножай-Юртом[14].
- Хамчи
- Бятар (ингуш. Баьтар) — молодой человек, живший со своей матерью. Не участвовал в военных походах, но при надобности мог применить оружие в бою. Занимался пахотой и пас скот. Играл на пандуре. Пользовался уважением у народа. Между ним и Солсой возник спор о том, кто из них сильнее и мужественнее. Этот спор разрешил Эштр (бог мёртвых), в пользу Бятара. Солса заключил с Бятаром дружбу и выдал за него свою дочь[7]. В сказании «Бятар и девушка», говорится о том, что Бятар встретил ночью на кладбище красивую девушку. Как он выяснил, она была пленницей князя. Тот заставлял её каждую ночь ходить на кладбище и возвращаться с новостями от погибшего брата, которые девушке передавала большая птица, прилетающая на могилу. Бятар убил птицу и князя, а девушку забрал с собой. Но девушка, увидев убитую птицу, умерла. За селом Сурхахи, за речкой Кен есть курган, под которым лежит похороненная Бятаром девушка. В сказании «Бятар и вампал», он обманом заставляет вампала отрубить голову, положить на колени и побрить её, объясняя тем, что Сеска Солса делает также. Бятар знал, что если лишить вампала головы, она сможет снова прирасти к шее, и поэтому, когда вампал снял свою голову и положил на колени, он посыпал её золой. Из-за этого голова вампала не прижилась и он умер[7].
- Чопа — сын Барата. Был женат на лесной женщине (ингуш. хьунан кхалсаг, алмас). От неё у него было две дочери и сын. Чопа убил брата лесной женщины. Однажды Чопа встретил на дороге своего сына. Тот ограбил и сильно ранил его в отмщение за дядю. Перед смертью Чопа завещал, чтобы никто не заходил в его комнату. Но одна женщина осталась, и увидела как в полночь явилась лесная женщина с дочерьми, чтобы оплакать Чопу. Лесная женщина почувствовала что в комнате есть человек и прокляла женщину. «Кто слышит наш разговор, да не удовлетворятся души его потомства!» (ингуш. «Тха къамаьл хозаш волчун тӏехье хийла цхьаккхача хӏаман сатем боацаш») — сказала она. От этой женщины произошли карабулаки (орстхойцы). Они самый беспокойный народ и ничем не удовлетворяются[7].
- Кинди — жил со своим сыном Шоа, недалеко от Эгикала, в местности называемой «Киндий эмараш (ингуш.Кӏиндий Iимараш — надмогильные стеллы Кинди)». К этому сказанию Д. Мальсагов сделал следующее примечание: «У Гана (мифический первопредок ингушей.- И. Д.) был сын Га, у Га был сын Галга, у Галгая был сын Кинда, у Кинды был сын Шоа. Шоа, сын Кинды, жил в селении Эмашка»[7].
- Оршма — отец нарта Арша (ингуш. Аьрш, Эрш)
- Оршамара Арш (ингуш. Аьрш, Эрш) — сын нарта Оршмы
- Селий Пиръа — «Пиръа» так ингуши называли фараона (влияние христианства). В записанном сказании Селий Пиръа предстаёт положительным героем (принёс людям водяную мельницу). Не исключено, что Пиръа — это искажённое (или неправильно воспринятое) Ширтка[7].
- Ачамза, Ачамаз[7]
- Джантельг (ингуш. Джаьнтельг) — нарт, странствовавший с двумя своими друзьями. В сказании «Джантельг», они попали в мир мёртвых и встретили там чудовище ешап. Ешап показала им головы 63 воинов, которые пытались её убить. Но Джантельг заверил ешап, что они не хотят её убивать и со своими друзьями остался на ночлег. Ночью, ешап хотела убить их, но Джантельг обхитрил её и бросил в кипящий котёл. Кровью чудовища он окропил головы убитых. 63 воина ожили и присоединились к Джантельгу[7].
- Бетта Лир (букв. «лунный луч»)[7]
- Малха Аза, Мялха Аза (ингуш. Маьлха Аза[15], чечен. Маьлх-Аза/Аьзни — «солнечная Аза»[16]) — дочь солнца, героиня ингушского[17] и чеченского фольклоров[16]. Жила на земле в высокой башне, а осенью на землю спускалась золотая лестница и она возвращалась на небо к солнцу. В одном из сказаний она является женой нарта Тоха (инг. Тӏох), от которого родила сына Моказа (ингуш. Моакхаз), а в другом женой Хамчий Патрижа, который спас от проглотившего её отца (солнце) дракона (ингуш. сармака)[7].
- Няртби (ингуш. Наьртби)[7]
- Нясар (ингуш. Наьсар, Наьсарг) — Сын нарта Цӏока. В сказании «Нарт Цок, его сын Нясар, Мехка-нана и Хи-нана», говорится что своё имя он получил в честь реки Нясар. До 14 лет воспитывался у кабардинского князя, в 15 лет был отправлен домой. Прибыв на родину, он увидел, что родовое село было уничтожено ногайцами. Нясар направился по следу врагов и уничтожил их, а дочь предводителя пленил и решил взять в жены. Вернувшись на отцовское пепелище, он решил покинуть родные края, но богини Мехка-нана и Хи-нана отговорили его, пообещав, что на страну больше никогда не нападут враги. По совету богинь, Нясар отпустил пленённую девушку, но она отказывалась уходить и всячески уговаривала взять её в жены. Но когда поняла, что уговоры бесполезны, то обратилась сармаком (драконом) и перед тем как Нясар убил её, она успела укусить его за подбородок. С тех пор он носил бороду, чтобы скрыть обезображенный подбородок. Мехка-нана и Хи-нана засватали за него дочь Сеска Солсы[7]. В сказании «Кто первым поселился в Нясар-Корте», у Нясара были настолько длинные усы, что если связать их на затылке, то концы спускались до пояса. Поселился в Нясар-Корте, на реке Нясарг. Нарт Ачамаз сделал себе шубу из человеческих бород, а воротником этой шубы хотел сделать усы Нясарга. Ачамаз пришёл к нему домой, ранил его, но не смог убить и погиб от руки Нясара. Оправившись от ран, он отправился в поход в Грузию и пленил людей. Среди них был сын грузинского князя, которого Нясар хорошо поил, кормил и не заставлял работать. Через какое-то время Нясар отпустил сына князя, и они вместе поехали в Грузию. В отдалённой комнате замка Нясар нашёл жену князя. К её телу был привязан труп. Она рассказала ему, что князь, будучи в плену, увидел что жена Нясара изменяет ему с пастухом и решил что она тоже изменяла ему с местным пастухом, и поэтому убил пастуха и привязал его труп к её телу. Нясар взял с князя слово, что тот выполнит любую его просьбу, и попросил не подвергать жену таким жестоким пыткам. После этого он отправился домой, и по приезде, застав жену с любовником, объявил развод и делёж имущества между ним, пастухом и женой. В ходе этого раздела, жена с любовником умерли от разрыва сердца[18].
- Жера-баба — с чечен.[19] и ингуш. престарелая вдова. Мудрая вещая  женщина, которая даёт советы нартам. У неё есть волшебная чаша, еда из которой не иссякает. В большинстве сказаний, она готовит для остановившихся на ночлег нартов большое количество хлеба и галушек из щепотки муки, оставшейся с благодатных времён. Когда нарты, удивлённые тому как ей это удаётся, узнают от жер-бабы что благодать закончилась с их приходом, то решаются на суицид и выпивают расплавленную медь[5][7][8].
- Сятал (ингуш. Саьтал) — нарт, прославившийся тем, что по совету мудрой Жер-бабы убил лесного вепря. У него был говорящий конь Дурс. Конь был высотой в три чинары, под ним дрожала земля, из его глаз сыпались искры, а из ноздрей клубился туман[7].
- Орзми[7]
- Охкар Кант (ингуш. Охкар Кӏант) — нарт-орстхоец, бывший в числе 60 воинов Сеска Солсы, его верный друг. Проживал в местечке Охкаре. У него была невеста Альбика.
- Цок (ингуш. Цӏокъ — горный барс) — такое имя ему дали потому, что он, при желании мог питаться молоком горного барса. Жил в местности, где ныне расположено село Гамурзиево и был вождём нартов. Отец нарта Нясара. Был убит напавшими на село ногайцами. Его сын Нясар, к тому времени прибывший из Кабарды, отомстил за смерть отца и уничтожил оставшихся в живых врагов[7].
- Лорса — брат Сеска Солсы по отцу[7].
- Козаш (ингуш. Къозаш) — гордый и сильный нарт. У него была бурка из бород и усов неизвестных мужчин, которую он надевал, отправляясь на войну. Ему принадлежала вся долина Гарма (ингуш. гарман аре — равнина, чеч. германие арие[20], междуречье Терека и Гӏалми). Жил он в Къозашке. Козаш враждовал с Германчем и был убит им. За его смерть отомстил внук. В другом сказании, он был убит нартом Нясаром, который пришёл в долину Гарма и не считаясь с Козашем, построил укрепление у истоков реки Нясар. Стоит заметить, что Нясар не собирался убивать Козаша и хотел мирно обсудить ситуацию с землёй, но Козаш был настроен категорично. В итоге, сподвижники Козаша бежали, а Германч и Ачамза, жившие в долине Гарма, вскоре покинули её, не желая быть убитыми Нясаром. Нясар со своими людьми обоснавался в Гарме[7].
- Германч — нарт, живший в долине Гарма (ингуш. гарман аре — равнина, чеч. германие арие[20], междуречье Терека и Гӏалми), на кургане Германч. Враждовал с нартом Козашем, убил всю его семью, но одна из его снох в это время гостила у родственников. Она была беременна и через какое-то время родила мальчика. Внук Козаша отомстил за деда и уничтожил Германча и весь его род[8].
- Тинин Вюсу[8]
- Фарг (ингуш. Фарг)[7]
- Лял-Султа[7][12]
- Тох (ингуш. Тӏох) — нарт, муж Малха Азы[7]
- Моказ (ингуш. Моакхаз — кремень) — нарт, сын Малха Азы и нарта Тоха. По сказанию, Тох расстался с Малха Азой по причине того, что она вмешалась в бой с его врагом Инкаром. Когда он понял, что без её помощи никогда бы не одолел врага, то послал за ней людей. Она отказалась возвращаться и ушла на небо к солнцу. Но перед этим, Малха Аза разрезала свой живот и вытащила из него мальчика, красивого как солнце. Его назвали Моакхаз (кремень). Раз в год ему было позволено взбираться на небо и навещать свою мать. По совету матери, он пролежал один день и одну ночь на углях от костра из 60 чинар, а затем три дня и три ночи просидел в бочке с молоком горных барсов. Это закалило его тело, он стал булатным. Все его тело было неуязвимо, кроме глаз, т.к он лежал на углях с закрытыми глазами. После этого он вызвал на поединок престарелого Няртби — главу нартов. Победив его, он стал новым предводителем. Погиб Моказ от стрелы, которая попала ему в глаза[7].
- Эшк — жил в Эгикале. Украл дочь Сеска Солсы, Солса не смог её вернуть, потому что мать Эшка, обладающая небывалой силой, едва лишь дотронувшись до плеча, сломала ему кость[7].
- Чухи (ингуш. Чухьи) — предводитель банды нарт-орстхойцев из семи человек. Чухиева шайка (ингуш. Чухьий гӏар) украла мальчика одного богатого человека и требовала выкуп. Когда отец собрал выкуп, мальчик умер из-за отсутствия за ним ухода. Им объявили кровную месть, но даже побег не помог избежать наказания. Даьла обрёк их на вечный голод. Странствуя, они набрели на жилище Жербабы и похитили волшебную чашу (ингуш. гуй), еда из которой не иссякает. Но бог не оставил этот поступок безнаказанным. Подул сильный ветер, и все разбойники, кроме Цазика, вместе с волшебной чашей поднялись в небо. Они превратились в звезды. Разбойники кружат вокруг чаши и хотят до неё дотянуться. Бог подарил Жербабе новую чашу и собаку, чтобы охраняла её от разбойников. Созвездие Малая медведица называется «Чухиевой шайкой» (ингуш. Чухий гӏар), а полярная звезда «посудиной» (ингуш. гуй)[7].

## Низшая мифология

### Лесные духи
Лесные духи (Хьун-саг, хьунан йоI, алмас) подчиняются Елте — богу охоты и плодородия.
Лесная дева (ингуш. Хьунан ЙоI) с длинными серебристо-золотистыми волосами отличалась необычайной красотой. Мужчина, который имел с ней связь, никогда не знал неудач в охоте. Но если он рассказывал кому-либо о ней, то утром его находили мёртвым.
Вочаби имели образ горного козла, но чаще всего люди не могли их видеть, а лишь слышали их голоса. Наказывают охотников, которые могли убить их животных. После этого охотник терпел неудачи, или не осмеливался больше охотиться.
Алмас или хьун-саг (стаг) бывают обоих полов. Мужчины — обросшие шерстью, существа с топором в груди, злобные и коварные. Женщины отличаются красотой. По некоторым преданиям, их можно встретить в тёмное время суток на могилах или глухих местах. Они просят путников потанцевать с ними и при этом за отказ наказывают. Также алмас предвещает смерть человека заунывным пением, произнося его имя.

### Духи озёр

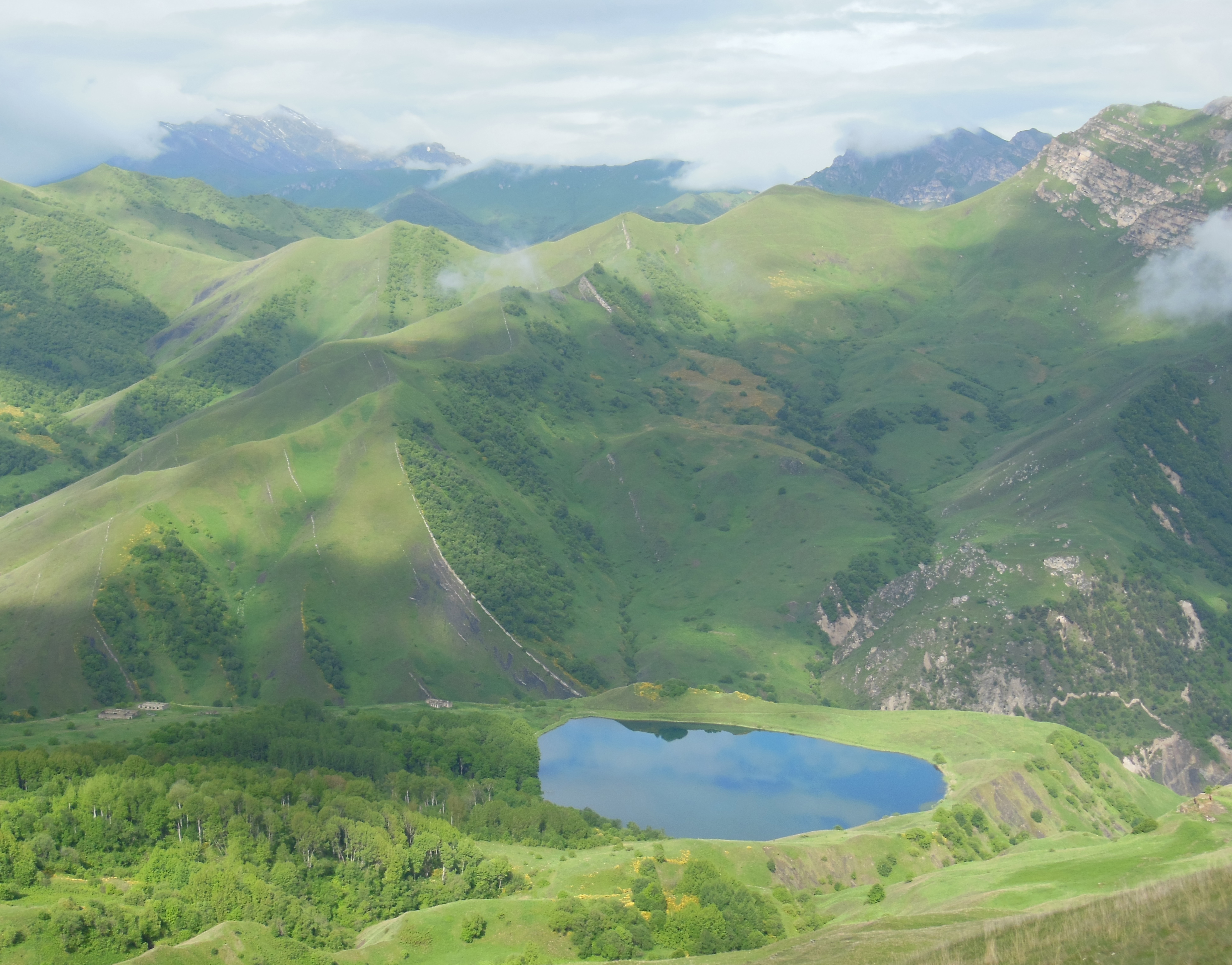
Озеро Галанчеж

В горной Чечне, в Акинском обществе, у селения Галанчож, находится небольшое озеро; и вот при этом благоприятном условии у чеченцев немедленно возникает представление о Духе озера, которого они высоко чтут. Поэтический миф о возникновении озера Галанчодж и культа Духа озера записан В. Ф. Миллером:

Близ аула Ялхорой, говорит предание, в месте, называемом Амка, было прежде озеро. Однажды мать с дочерью отправились на берег его и по неразумию стали стирать грязные пеленки в его хрустальной воде. Разгневанный Дух озера за это осквернение обратил обеих женщин в камни, которые и теперь ещё виднеются у Амки. Но и озеро не хотело оставаться в оскверненном ложе. Оно обратилось в чудного рослого быка, который перешёл скалистый кряж, оставив след в виде громадной выемки, и спустился вниз почти с отвесной высоты. Затем бык подошёл к тому месту, где теперь лежит озеро и где прежде были расположены пахотные участки. Одни из местных жителей хотели впрячь быка для работы, другие говорили, что это божий бык и противились его запряжке в плуг, но, в конце концов, быка запрягли. Когда он вел первую борозду, в ней выступила грязь: при второй стало ещё мокрее: при третьей — из земли выступила вода, при четвёртой борозде вода хлынула стремительно, затопила поле и всех людей. Бык исчез в волнах озера. С тех пор появившееся внезапно озеро внушает суеверный страх туземцам: они считают его бездонным и не пьют его воду.

### Горные духи
- Алла-Белла — горный дух[12]
- Бельлас — главный вещий из числа горных духов[12]

По сказанию «Черкес Иса и чеченец Иса», записанному Ч. Э. Ахриевым (в ауле Карак), два друга (черкес и чеченец) заночевали в горной пещере. Чеченец Иса услышал в пещере разговор горных духов. Алла-Белла звал Бельласа на поминки, но тот отказался, сославшись на то, что в его пещере гости и рассказал Алла-Белле о том, что они едут за невестой. Когда друзья во второй раз заночевали в пещере, Бельлас предсказал, что в брачную ночь черкеса и его жену ужалит змея. А тот, кто услышит это предсказание и передаст другому — окаменеет. Чеченец охранял покои женившегося друга, но этим вызвал подозрения у черкеса и ему пришлось рассказать о подслушанном разговоре духов. Черкес Иса пошёл в пещеру духов и те подсказали ему как оживить друга. Для этого потребовалось прикосновение ласточки, которая находилась в голове у сына черкеса. Он нашёл его и рассказал всю историю. Сын согласился пожертвовать своей жизнью ради друга отца. Когда чеченец снова стал прежним, то первым делом попросил принести ему ласточку. С помощью птицы и дуновения на голову и тело, он оживил сына черкеса.

### Великаны
Вампал — великан. Бывают одноглазыми. Обладают большой силой, но по природе своей глупы. Часто встречаются в сказаниях о нарт-орстхойцах.

### Гномы
Бийдолг-Бяре или Пхьагал-Бяре (букв. «величиной с локоть», «заячий всадник») — в сказаниях и сказках предстаёт врагом, крадущим чужих жён и т. д. Одолеть его можно лишь с помощью какой-либо хитрости. Иногда он совершает положительные поступки.

### Драконы
Сармак — дракон, преимущественно обитающий в речных водах. По одним из нартских сказаний, жил на земле царь Сартал — Сармак, который мог превращаться в дракона. Он был побеждён нартом Сеска-Солсой. Также известно предание о том, что дракон Сармак проглотил солнце.

### Морские существа
Морской вампал — морской царь. Существо, обитающее в море. Он управляет им, в его подчинении находятся морские обитатели. (рыбка пхьаринг).

### Существа мира мёртвых
Ешап — антропоморфное существо женского пола. Охраняет мир мёртвых Эл. Часто фигурирует в Нартском эпосе.

### Вампиры и оборотни
Убур — злой дух, вошедший в какое-либо животное; это вампир, пьющий кровь у человека.
Гам-саг — оборотень. При превращении, душа покидает тело и вселяется в любое животное. Если в этот момент перевернуть оставленное тело, то гам-саг умрёт. По одному из преданий, записанному Б. К Далгатом со слов жреца Ганыжа, ночью они собирались вместе и кидали жребий. Тот кому выпадал жребий, должен был убить человека.
Гарбаж (Горбож, Гарбаш — буквально означает «рабыня») — людоед. Подобно русской Баба-яге живут в избушках в лесу, предлагают путникам ночлег, а ночью убивают. У неё есть волшебный камень, которым она может оживить мёртвого. В сказании «Орстхойцы и Боткий Ширткъа», у людоедки Гарбаж есть сыновья.